# レンチナン
レンチナン（Lentinan）とは、抗悪性腫瘍剤の一種。シイタケの子実体より抽出した多糖体を精製した物質である。商品名レンチナン、レナカット。静脈内注射または点滴静脈注射で用いる。

## 効能・効果
手術不能または再発胃癌患者におけるテガフール経口投与との併用による生存期間の延長。また、大腸がんでも局所免疫能の抑制の緩和が報告されている。なお、単独の効果は不明。

## 副作用
重大な副作用としてショックがある。他に悪心・嘔吐、胸部圧迫感などもある。

## 作用機序
マクロファージ、T細胞、NK細胞に作用し、免疫力を増強し抗腫瘍効果をあらわす。本剤が直接的に腫瘍細胞を攻撃するものではない。